# Francisco Varela

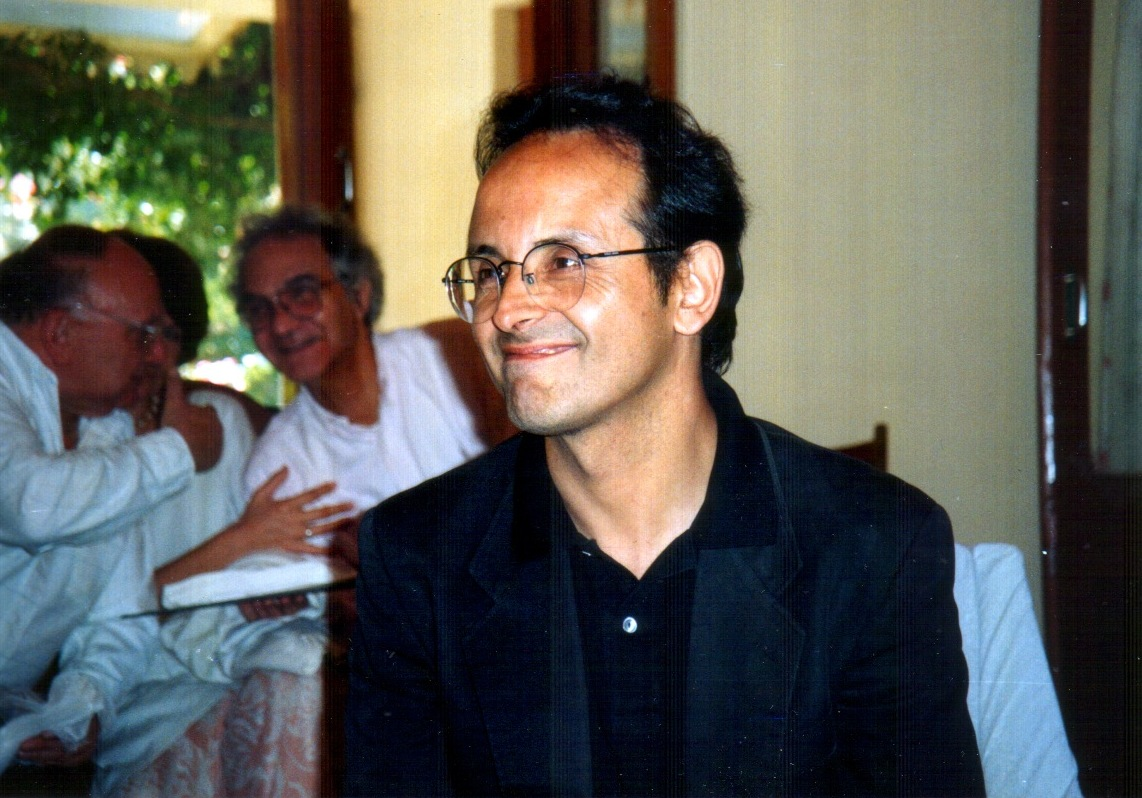
Francisco Varela (1994)

Francisco Javier Varela García (Santiago (Chili), 7 september 1946 - Parijs, 28 mei 2001) was een Chileens bioloog en filosoof die zich had gespecialiseerd als neurowetenschapper. Samen met zijn leermeester Humberto Maturana introduceerde hij het begrip autopoiese in de biologie. 
Varela studeerde medicijnen en biologie aan de Universiteit van Chili en promoveerde in de biologie aan de Harvard-universiteit. 
In de jaren 70 bekeerde hij zich tot het tibetaans boeddhisme. Vanwege de coup van generaal Augusto Pinochet week hij met zijn gezin in 1973 naar de Verenigde Staten uit. Na zeven jaar kwam hij terug in Chili, alwaar hij hoogleraar werd in de biologie. 
In 1986 verhuisde hij naar Frankrijk, waar hij werkte aan de École polytechnique en de Universiteit van Parijs. Van 1988 tot aan zijn overlijden gaf hij leiding aan een onderzoeksgroep aan het Centre National de Recherche Scientifique.
In 1998 onderging Francisco Varela een levertransplantatie. Dit kon niet verhinderen dat hij in 2001 op 54-jarige leeftijd overleed aan Hepatitis C.

## Familie
Een van zijn vier kinderen is de actrice, model en milieuactiviste Leonor Varela.